# Вхождение Башкортостана в состав Русского государства
Присоединение Башкортостана к России — присоединение территории исторического Башкортостана к Русскому государству в 1557 году. Характер процесса присоединения остается дискуссионным в исторической науке.

## Общая характеристика процесса
Вопрос о присоединении исторического Башкортостана к Русскому государству в историографии является дискуссионным и в ней сложилось 3 точки зрения относительно его характеристики:
- добровольное вхождение (В. Н. Татищев, П. И. Рычков, Н. М. Карамзин, Д. Н. Соколов, М. И. Уметбаев, Н. В. Устюгов, А. Н. Усманов, Р. Г. Кузеев, И. Г. Акманов и др.)
- насильственное (С. М. Соловьёв, В. Н. Витевский, А. А. Валидов, П. Ф. Ищериков, Ш. И. Типеев, А. П. Чулошников, А. С. Доннелли и др.)
- добровольно-принудительное (А. З. Асфандияров, Н. А. Мажитов, А. Н. Султанова, В. В. Трепавлов и др.)

Существуют расхождения по наименованию процесса, одни называют его как вхождение, другие — присоединение. Также есть дискуссии при определении точной даты и существуют альтернативные версии данного исторического факта.

## История

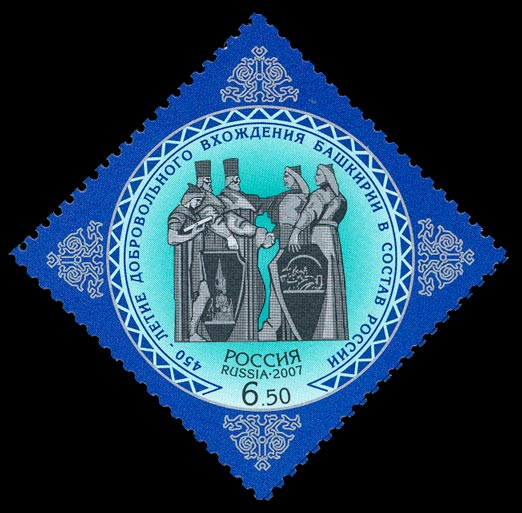
Почтовая марка, 2007 год. 450-летие добровольного вхождения Башкирии в состав России.

В середине XVI века территория исторического Башкортостана находилась в составе государств — Ногайской Орды, Астраханского, Казанского и Сибирского ханств. Этот факт обусловил неодновременное принятие ими Московского подданства и значительно осложнило процесс.
После завоевания Казанского ханства царь Иван IV обратился к башкирам с предложением добровольно войти в состав Русского царства.
В то же время в Ногайской Орде в середине XVI века политическая ситуация была неустойчивой. На башкирские земли бывшего Казанского ханства стали претендовать различные группы ногайских мурз и сибирские правители. Начались междоусобные войны, которые усугубились стихийными бедствиями в регионе — голодом и чумой. Ко второй половине XVI века относится уход ногаев с территории Башкирии за Волгу и далее на запад в направлении Кубани, или на юг, в районы Каспийского и Аральского морей.
Во время народных собраний (йыйынов) башкирских родов были избраны представители и организовано посольство в Казань, а затем в Москву для ведения переговоров.
В 1554—1557 годах переговоры с царским наместником в Казани боярином А. Б. Горбатым-Шуйским сначала вели бывшие подданные Казанского ханства — северо-западные башкиры — байлар, буляр, гайна, ирэкте, каратабын, уран, а затем центральные — мин и юрматы, юго-восточные — бурзян, кыпсак, тамьян, усерган, восточные племена башкир — табын, кудей и другие.
Заключительным этапом вхождения башкир в состав Русского государства была поездка в 1557 году их послов в Москву, где завершились переговоры с московскими властями, и башкиры получили жалованные грамоты от царя Ивана IV. В грамотах были изложены основные условия присоединения, предводители башкирских племён были пожалованы в тарханы и князья, а некоторые произведены в старосты. Грамоты царя Ивана IV являлись договором между Российским государством и башкирами. В 1574 (по другим данным в 1586 году) русским воеводой Михаилом Нагим на башкирских землях была основана крепость Уфа, тогда же был образован Уфимский уезд.
Часть зауральских (северо-восточных) башкир была присоединена в конце XVI — начале XVII века, после завоевания Русским государством Сибирского ханства.

## Значение

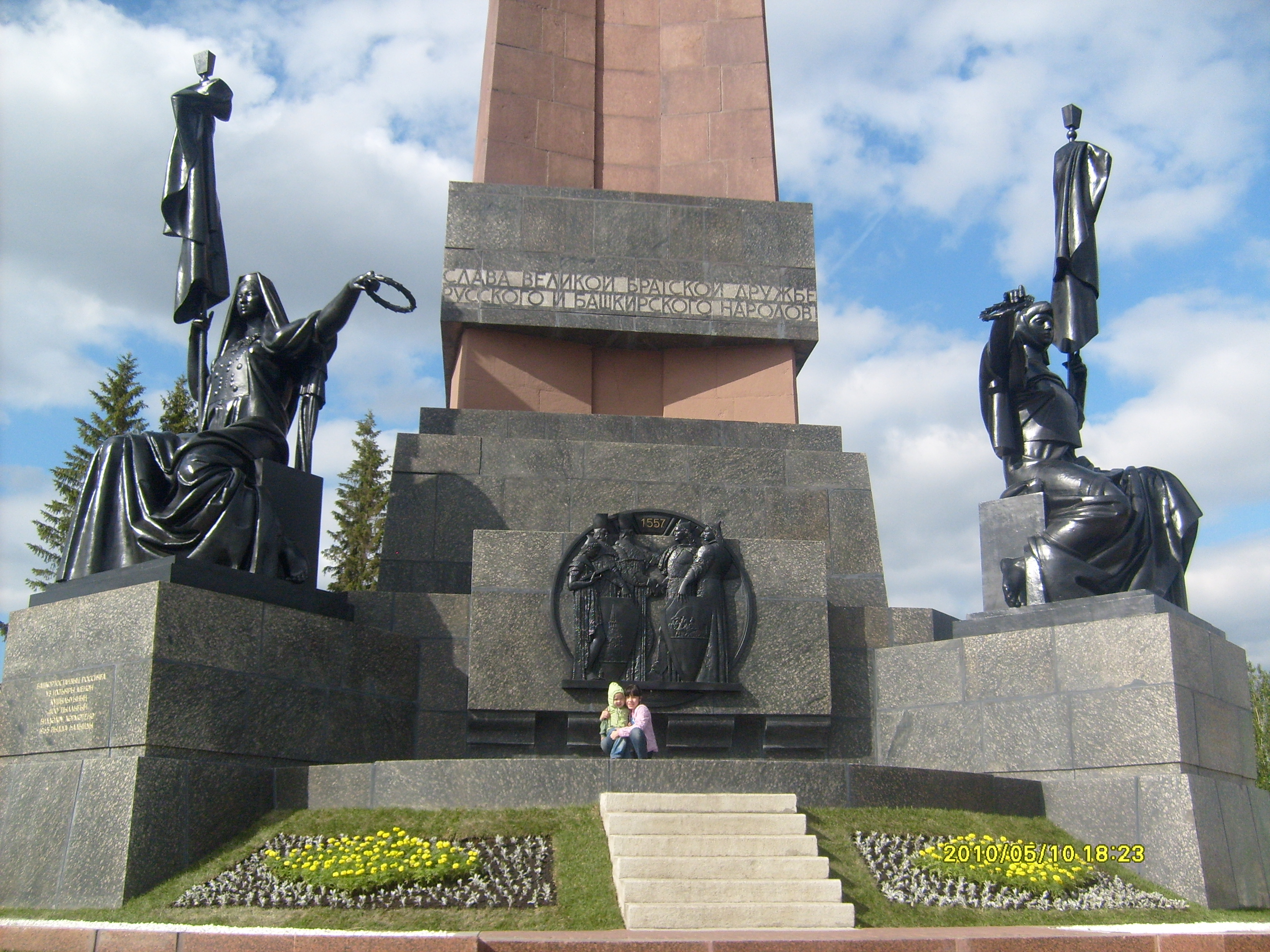
Монумент Дружбы в Уфе

Итогом присоединения явилось значительное расширение территории и увеличения населения Российского государства. В Башкирии были прекращены междоусобные войны, получила развитие промышленность. 
Несколько позднее царскими властями были нарушены некоторые условия договоров (захват вотчинных земель, увеличение налогов, уничтожение самоуправления, принудительная христианизация и др.), что неоднократно приводило к возникновению башкирских восстаний.
Неоднократно ссылались на жалованные грамоты, полученные при вхождении в состав Русского государства в своих наказах и выступлениях в ходе заседаний Уложенной комиссии башкирские депутаты Туктамыш Ижбулатов и Базаргул Юнаев. В итоге исключительность отношений башкир и России была отражена в «Соборном Уложении» 1649 года, где у башкир под страхом конфискации имущества и государевой опалы запрещалось «…бояром, околничим, и думным людям, и стольникам, и стряпчим и дворяном московским и из городов дворяном и детям боярским и всяких чинов русским людям поместным всяких земель не покупать и не менять и в заклад, и сдачею и в наём на многие годы не имать.»
События присоединения Башкирии были зафиксированы в шежере и отражены в произведениях башкирского фольклора. В республике в 1957 и 2007 годах проходили торжественные мероприятия и научные конференции, посвящённые 400- и 450-летию присоединения Башкирии к России. В честь данного события в Уфе установлен Монумент Дружбы.

## Споры
Американский историк Алтон Стюарт Донелли считал, что Башкортостан вошёл в состав Российской империи лишь в 1740 году. А в 1716 году, казахский хан Каип-хан в письме османскому султану писал, что Москва, воспользовавшись трудным положением башкир, завоевала их, с этого времени они платили Ясак. По мнению русского историка Трепавлова, башкирская феодальная власть не хотела лишаться независимости и воспринимала своё положение как свободно-вассальное. По мнению советского историка Пётра Ищерикова утверждение о добровольном подданстве башкир является выдумкой.